# Consorti dei sovrani del Montenegro

Bandiera del Regno del Montenegro

Le Consorti dei Sovrani del Montenegro sono tutte le consorti dal 1855 al 1921 che hanno avuto il titolo di Principessa consorte, Regina consorte del Montenegro e Regina consorte titolare del Montenegro. 
Solo dal 1855 ci fu la prima sovrana poiché il Montenegro dal 1696 era un Principato vescovile il quale quindi era governato da ecclesiastici che non si potevano sposare fin quando nel 1852 il governo montenegrino proclamò Danilo Petrović-Njegoš, Vladinka del Montenegro. Nel 1852 il sovrano proclamò il Principato del Montenegro dichiarandosi Principe poiché il titolo di Vladinka era un titolo riservato ai principi ecclesiastici. Nel 1855 Danilo sposò Darinka Petrović-Njegoš la quale diventò la prima sovrana e principessa del Montenegro. Nel 1860 Danilo venne assassinato e il trono passo al nipote Nicola I Petrović-Njegoš il quale mesi dopo sposò la cugina Milena Vukotić e con il matrimonio si formò una numerosa prole tra cui Elena del Montenegro, Regina d'Italia. Nel 1910 Nicola I elevò il Principato a Regno del Montenegro con nomina ai sovrani di Re e Regina del Montenegro, il paese tra il 1912 e il 1913 affrontò la Prima e la Seconda Guerra Balcanica e successivamente la Prima Guerra Mondiale dove il Montenegro venne sconfitto dall'Impero austro-ungarico e nel 1918 venne annesso al Regno di Serbia che successivamente si chiamò il Regno dei Serbi,Croati e Sloveni e con l'annessione Nicola I, Danilo II e Michele I diventarono i Re titolari del Montenegro in esilio.

## Principessa consorte del Montenegro (1855-1910)
| Nome           | Ritratto | Nascita          | Regno           | Regno                           | Morte           | Consorte                | Sepoltura                        | Note                                                                 |
| Nome           | Ritratto | Nascita          | Inizio          | Fine                            | Morte           | Consorte                | Sepoltura                        | Note                                                                 |
| -------------- | -------- | ---------------- | --------------- | ------------------------------- | --------------- | ----------------------- | -------------------------------- | -------------------------------------------------------------------- |
| Darinka Kvekić |          | 19 Dicembre 1838 | 12 Gennaio 1855 | 13 Agosto 1860                  | 2 Febbraio 1892 | Danilo I del Montenegro | Monastero di Cettigne (Cettigne) | Fu la consorte del Principe Danilo I fino a quando venne assassinato |
| Milena Vukotić |          | 4 Maggio 1847    | 8 Novembre 1860 | 28 Agosto 1910 (diventò regina) | 16 Marzo 1923   | Nicola I del Montenegro | Court Church (Cettigne)          | Fu l'ultima Principessa consorte del Montenegro                      |

## Regina consorte del Montenegro (1910-1918)
| Nome           | Ritratto | Nascita       | Regno          | Regno            | Morte         | Consorte                | Sepoltura               | Note                                      |
| Nome           | Ritratto | Nascita       | Inizio         | Fine             | Morte         | Consorte                | Sepoltura               | Note                                      |
| -------------- | -------- | ------------- | -------------- | ---------------- | ------------- | ----------------------- | ----------------------- | ----------------------------------------- |
| Milena Vukotić |          | 4 Maggio 1847 | 28 Agosto 1910 | 26 Novembre 1918 | 16 Marzo 1923 | Nicola I del Montenegro | Court Church (Cettigne) | Fu l'unica Regina consorte del Montenegro |

## Regina consorte titolare del Montenegro (1918-1921)
| Nome                          | Ritratto | Nascita         | Regno            | Regno         | Morte         | Consorte                 | Sepoltura                  | Note                                                                   |
| Nome                          | Ritratto | Nascita         | Inizio           | Fine          | Morte         | Consorte                 | Sepoltura                  | Note                                                                   |
| ----------------------------- | -------- | --------------- | ---------------- | ------------- | ------------- | ------------------------ | -------------------------- | ---------------------------------------------------------------------- |
| Milena Vukotić                |          | 4 maggio 1847   | 26 novembre 1918 | 1 maggio 1921 | 16 marzo 1923 | Nicola I del Montenegro  | Court Church (Cettigne)    | Dopo la fine della monarchia divenne la Regina titolare del Montenegro |
| Jutta di Meclemburgo-Strelitz |          | 24 gennaio 1880 | 1 maggio 1921    | 7 maggio 1921 | 16 marzo 1923 | Danilo II del Montenegro | Cimitero acattolico (Roma) | Fu l'ultima Regina consorte titolare del Montenegro                    |

## Voci collaterali
- Montenegro
- Sovrani del Montenegro
- Principato del Montenegro
- Storia del Montenegro
- Cettigne
- Roma
- Regno d'Italia
- Consorti dei sovrani d'Italia